# Relaciones Costa Rica-Mónaco
Las relaciones Costa Rica-Mónaco se refieren a las relaciones internacionales que existen entre Costa Rica y Mónaco.
En abril del 1902 la República de Costa Rica y el Principado de Mónaco acreditaron Cónsules. Según los registros, en enero de 2001 Mónaco propuso el establecimiento oficial de las relaciones diplomáticas con Costa Rica, propuesta que fue aceptada. La primera Visita Oficial del Principado de Mónaco se realizó del 2 al 4 de diciembre de 2003 cuando Costa Rica se honró con la visita del Príncipe Heredero Alberto de Mónaco.

## Relaciones diplomáticas
- Costa Rica tiene una embajada en Roma concurrente para Mónaco.[2]
- Mónaco tiene una oficina consular en San José.[3]